# Рыжов, Иван Андреевич
 Ива́н Андре́евич Рыжо́в (1866—1932) — русский актёр. Заслуженный артист Республики (1925). Актёр Малого театра с 1892. Из артистической династии Музиль—Рыжовых: муж народной артистки СССР Варвары Николаевны Музиль-Рыжовой, отец народного артиста СССР Николая Ивановича Рыжова.

## Биография
Иван Андреевич Рыжов родился в Москве в 1866 году. В 1875 году в возрасте девяти лет его определяют в Московское театральное училище. В те времена в училище было только балетное отделение, и по окончании школы учеников обычно распределяли в Большой и Малый театры: способных к балету — в Большой, остальных — в Малый, в драму.
Рыжова, как способного к балету, после окончания училища в 1882, принимают в балетную труппу Большого театра. Однако ещё находясь в стенах училища отрок живёт мечтами о драматическом театре: на скопленные от завтраков пятачки покупает билеты на спектакли Малого в спектаклях которого блистают Г. Н. Федотова, М. Н. Ермолова, Н. А. Никулина, И. В. Самарин, М. П. Садовский, А. П. Ленский, А. М. Решимов, Н. И. Музиль. Иногда учеников из театрального училища брали для участия в толпе в спектаклях Малого театра; среди них был и Рыжов. Танцуя уже в балете Большого, Иван Андреевич свободное от спектаклей Большого театра время отдает любительским спектаклям.
В 1888, после шести лет работы в балете Рыжов решает перейти в драматический театр. Он пишет прошение управляющему Московской конторой императорских театров Пчельникову о переводе его в Малый театр. Пчельников, одобряя решение Рыжова, предлагает Рыжову поступить, одновременно оставаясь танцовщиком Большого театра, на специальные курсы драматического искусства, которые были организованы в то время по предложению Островского.

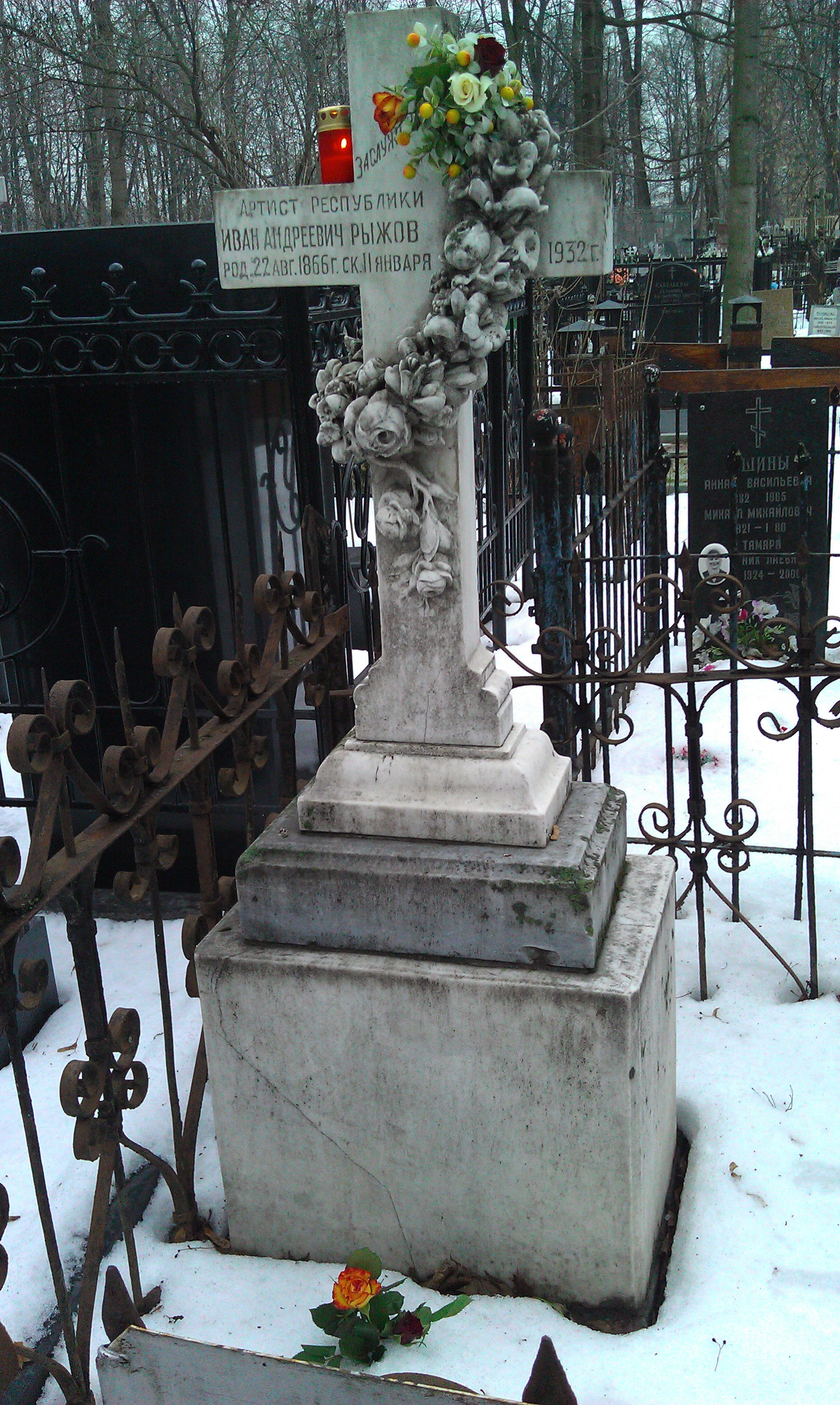
Надгробие на могиле артиста на Ваганьковском кладбище

В 1889 году Иван Андреевич поступает на курсы драматического искусства в класс Правдина, и, как ему ни тяжело совмещать работу в Большом театре с учением на драматических курсах, он преодолевает все трудности и в 1892 году, кончив курсы, зачисляется в труппу Малого театра как драматический актёр. Имея прекрасную внешность, хороший рост: Рыжов элегантен, красив, у него великолепная, натренированная в балете фигура. Из возможных сценических амплуа: «любовник», «герой-любовник», «герой-неврастеник», «бытовой», «характерный» и другие, актёру наиболее подходит амплуа — «рубашечный любовник» — большая задушевность и прекрасная народная русская речь на сцене, с особым старомосковским ритмом.
Труппа Малого театра встретила Ивана Андреевича с необыкновенной сердечностью и теплотой. Уже осенью первого своего сезона работы в театре ему поручают роль Лаэрта в «Гамлете». Офелию играет М. Н. Ермолова, Гамлета — А. И. Южин, короля — Ф. П. Горев. Рыжов с честью выходит из этого испытания, и его артистический путь определён. Он с головой, весь без остатка, уходит в работу.
Г. Н. Федотова в свой двадцатипятилетний юбилей ставит «Василису Мелентьеву» Островского. Рыжову в этом спектакле поручается роль Андрея Колычева.
Н. А. Никулина в свой двадцатипятилетний юбилей ставит «Власть тьмы» Л. Н. Толстого, где Рыжов играет Никиту.
Он прекрасный Лионель в «Орлеанской деве» Шиллера, где Жанну д’Арк играет М. Н. Ермолова.
Все эти роли по праву наполняли сердце Рыжова гордостью, но эта гордость не отвлекала его от работы, не уводила его от творчества, а, наоборот, обязывала его к ещё большему труду, погружала его в тот глубокий, непрерывный артистический труд, который шлифует истинный талант. Это то, чем живёт каждый подлинный артист.
И сама обстановка Малого театра того времени, его огромная творческая насыщенность, великие артисты, с которыми Рыжову ежедневно приходилось соприкасаться, вести непрерывное общение в спектаклях, особенно обязывали трудиться «не покладая рук». В те годы Малый театр достиг полного расцвета, здесь умели создавать образы Шекспира, Шиллера, Гёте, Виктора Гюго, Мольера, Грибоедова, Гоголя, Островского; умели с такой же лёгкостью, образностью разговаривать на языке Островского, как говорил он сам; умели сохранять живую русскую речь во всей её чистоте и величии. Всем этим жил и Рыжов.
Успех не покидает Ивана Андреевича долгие годы его артистического пути. За ним остаётся репутация серьёзного актёра, который не просто играет то, что положено или указано режиссёром, а умеет самостоятельно мыслить, раскрывать и заострять сценический образ, делать его объемным и живым. А. П. Ленский обратил внимание на Рыжова и в одной из своих докладных записок упоминает среди нескольких других и имя Ивана Андреевича Рыжова, отзываясь о нём как о ценном актёре.
Несмотря на то, что долгие годы Рыжов выступал в амплуа «любовников», у актёра не появилось «заштампованности» и его актёрский талант и дарование позволили ему, расширив свой творческий диапазон, переходить на более характерные роли.
Иван Андреевич был необыкновенно трудолюбив. Будучи занятым в спектаклях Малого театра, он преподавал в Филармонии по классу драмы и в школе Малого театра.
Каков был метод его преподавания? Несомненно, свой собственный — это прежде всего.
Из письма бывшей ученицы Рыжова, артистки М. И. Миллиоти:

 «Иван Андреевич был последователем глубокого реализма. Он учил создавать живых людей. Я, например, играла у Ивана Андреевича отрывки: из „Воспитанницы“ — Надю, из „Поздней любви“ — Людмилу, из „Тушино“ — Людмилу; все это девушки, но все они разные по внутреннему и внешнему рисунку. И этого всегда добивался Иван Андреевич от всех нас. Он не выносил „слез“, а требовал глубоких чувств и умел подводить к этим чувствам, заставляя жить на сцене, действовать. Был врагом нарочитого жеста, доказывая, что жест — результат внутреннего движения, но в то же время следя, чтобы и такой жест был пластичен и красив. Иван Андреевич воспитывал нас на классиках, и прежде всего на Островском. А самое главное: он умел внушить нам подлинное артистическое горение, уважение к искусству, любовь к родному языку, любовь к театру. Он выращивал нас, как птенцов, пестовал нас в буквальном смысле этого слова, и на второй курс, в руки других преподавателей, мы уже попадали оперенными, отглаженными, выправленными и на что-то уже похожими. Иван Андреевич закладывал в нас фундамент любви к театру, к труду, и этот фундамент был прочным и крепким. Я уверена, что светлая память об Иване Андреевиче Рыжове живёт в сердце каждого из его учеников».
Иван Андреевич умер 11 января 1932. Похоронен на Ваганьковском кладбище в семейном некрополе Музиль-Рыжовых (12 уч.).

## Семья
- Супруга — Варвара Николаевна Рыжова, Народная артистка СССР, актриса Малого театра.
- Сын — Николай Иванович Рыжов, Народный артист СССР, актёр Малого театра.
- Внучка — Татьяна Николаевна Рыжова, актриса Малого театра.

## Творчество

### Роли в театре
- Лионель («Орлеанская дева» Ф. Шиллера),
- Беляев («Месяц в деревне» И. С. Тургенева),
- Муров («Без вины виноватые» А. Н. Островского).
- Андрей Колычев («Василиса Мелентьева» Островского и С. А. Гедеонова),
- Никита («Власть тьмы» Л. Н. Толстого),
- Васильков («Бешеные деньги» А. Н. Островского),
- Вахрушин («Жулик» И. Н. Потапенко),
- Горич («Горе от ума» А. С. Грибоедова),
- Мастаков («Старик» М. Горькою),
- Кутов и («Любовь Яровая» К. А. Тренева)
- Стуков («Ясный Лог» К. А. Тренева),
- Болухатов («Огненный мост» Б.Ромашова)